# Lokomotivstadion (Tasjkent)
Het Lokomotivstadion is een multifunctioneel stadion in Tasjkent, de hoofdstad van Oezbekistan. 
Het stadion stond eerder bekend als Stadion Traktor, voor de grootschalige renovaties die in 2009 begonnen. Het stadion werd daarna weer geopend in 2012. Er passen 9.400 toeschouwers in. 
Het stadion wordt vooral gebruikt voor voetbalwedstrijden, de voetbalclub Lokomotiv Tasjkent maakt gebruik van dit stadion. Het werd in 2023 ook gebruikt voor het Aziatisch kampioenschap voetbal onder 20. Op dat toernooi werden er zeven groepswedstrijden en een kwartfinale gespeeld.